# Аристагор
Аристагор (дав.-гр. Αριοταγόρας) , син Молпагора— тиран давньогрецького міста Мілет у 512 — 497 рр. до н. е.
Був обраний епітропом (дав.-гр. επιτροπος) — ця формальна посада у тодішньому Мілеті забезпечувала фактичний статус тирана — після того як його тесть Гістіей змушений був скласти свої повноваження, оскільки був викликаний перським царем Дарієм I до Суз. Був ініціатором персько-мілетської експедиції до Наксосу — під приводом виідновлення влади вигнаних звідти аристократів, яка завершилася провалом. Аби вгамувати можливе невдоволення поразкою, закликав грецьких підданих Дарія I до повстання проти персів. До мілетян приєдналися всі грецькі міста східного та північного узбережжя Егейського моря — від Візантія і Халкедону до Памфілії і Кіпру. Повстанці організували збройні сили з спільним командуванням, на чолі якого і став Аристагор.
Аристагор особисто вирушив до материкової Греції, щоб заручитися підтримкою одноплемінників. Проте спартанці йому відмовили, а Еретрія і Афіни надіслали лише 25 кораблів. У 498 р. до н. е. військо на чолі з Аристагором захопило і спалило Сарди — але це була остання перемога тирана. Після того як греки почали зазнавати поразку за поразкою, мілетяни відвернулися від колишнього улюбленця, і він, склавши повноваження епітропа, вирушив до Фракії.
Разом із своїми прихильниками Аристагор заснував колонію на річці Стримон — поблизу майбутнього Амфіполя. Проте місцеві племена зустріли переселенців відверто вороже. Під час облоги одного з фракійських поселень — Еннеї Годойської — Аристагор загинув.